# US Open 1963 (Badminton)
Die US Open 1963 im Badminton wurden vom 11. bis zum 14. April 1963 in der Gilman School in Baltimore ausgetragen. Sie waren in diesem Jahr gleichzeitig auch die nationalen Titelkämpfe.

## Sieger und Platzierte
| Disziplin    | Gold                                | Silber                        | Bronze                                       |
| ------------ | ----------------------------------- | ----------------------------- | -------------------------------------------- |
| Herreneinzel | Erland Kops                         | Channarong Ratanaseangsuang   | Yoshio Komiya                                |
| Herreneinzel | Erland Kops                         | Channarong Ratanaseangsuang   | Ferry Sonneville                             |
| Dameneinzel  | Judy Hashman                        | Ursula Smith                  | Iris Rogers                                  |
| Dameneinzel  | Judy Hashman                        | Ursula Smith                  | Minarni                                      |
| Herrendoppel | Erland Kops Robert McCoig           | Joe Alston Wynn Rogers        | Channarong Ratanaseangsuang Paisan Loaharanu |
| Herrendoppel | Erland Kops Robert McCoig           | Joe Alston Wynn Rogers        | Wynn Rogers Jim Poole                        |
| Damendoppel  | Judy Hashman Sue Peard              | Ursula Smith Margaret Barrand | Doris Martin Lois Alston                     |
| Damendoppel  | Judy Hashman Sue Peard              | Ursula Smith Margaret Barrand | Brenda Parr Jennifer Pritchard               |
| Mixed        | Sangob Rattanusorn Margaret Barrand | Joe Alston Lois Alston        | Wynn Rogers Judy Hashman                     |
| Mixed        | Sangob Rattanusorn Margaret Barrand | Joe Alston Lois Alston        | Robert McCoig Jennifer Pritchard             |

## Finalergebnisse
| Disziplin    | Sieger                              | Finalist                      | Ergebnis           |
| ------------ | ----------------------------------- | ----------------------------- | ------------------ |
| Herreneinzel | Erland Kops                         | Channarong Ratanaseangsuang   | 7–15, 15–5, 15–4   |
| Dameneinzel  | Judy Hashman                        | Ursula Smith                  | 11–6, 11–3         |
| Herrendoppel | Erland Kops Robert McCoig           | Joe Alston Wynn Rogers        | 18–16, 15–2        |
| Damendoppel  | Judy Hashman Sue Peard              | Ursula Smith Margaret Barrand | 15–6, 15–7         |
| Mixed        | Sangob Rattanusorn Margaret Barrand | Joe Alston Lois Alston        | 18–16, 4–15, 15–12 |